# الاتحاد العام للمعلمين الفلسطينيين
الاتحاد العام للمعلمين الفلسطينيين، منظمة فلسطينية غير حكومية تتبع منظمة التحرير الفلسطينية، تأسس عام 1969 كجسم نقابي؛ لرعاية حقوق المعلمين الفلسطينيين.

## الأهداف
يهدف الاتحاد إلى تنمية روح التعاون والعمل الجماعي ورفع الوعي التربوي لدى المعلمين، ومساعدتهم في الحصول على تعليم أفضل، وتوفير الفرص التعليمية لأبناء المعلمين ورفع المستوى التعليمي في المدرسة ومحاربة الأمية والمساهمة في تطوير وتحسين الظروف الثقافية والاجتماعية والاقتصادية والصحية والرياضية والتربوية والمعيشية للمعلمين.

## وصلات خارجية
- الموقع الرسمي